# Dark Age of Camelot
Dark Age of Camelot är ett MMORPG producerat och marknadsfört av Mythic Entertainment, lanserat 2001. "DAoC" är fokuserat på RvR, med tre sidor: det "brittiska" Albion, det "skandinaviska" Midgard och det "irländska" Hibernia, var och en med olika karaktär och utformning. I grundutförandet är spelet strikt PvE inom en av dessa sidor (realms) medan särskilda stridszoner är skådeplats för kampen mellan de olika sidorna. Separata servrar finns med andra regler, exempelvis helt fri PvP.
DAoC var den mest framgångsrika lanseringen av ett MMORPG i den så kallade andra vågen, efter EverQuest och Asheron's Call. Anarchy Online och World War II Online hade bägge en katastrofal lansering, medan DAoC överträffade förväntningarna och uppnådde större försäljning än väntat. Därmed inte sagt att DAoC haft en problemfri tillvaro - stora förändringar i spelvillkoren har vid återkommande tillfällen givit upphov till stort missnöje bland spelarna.
Sju expansioner har hittills utkommit:
- Shrouded Isles (november 2002, nya yrken och raser)
- Foundations (juni 2003, karaktärer kan äga hus, gratis expansion)
- Trials of Atlantis (oktober 2003)
- New Frontiers (juni 2004, ny utformning av RvR, gratis expansion)
- Catacombs (Ny PVE expansion, 2005)
- Darkness Rising (Ny PVE expansion med nya "Epics", 2006)
- Labyrinth of the Minotaur (2007)